# Hyposcada columbiana
Hyposcada columbiana är en fjärilsart som beskrevs av Erich Martin Hering 1925. Hyposcada columbiana ingår i släktet Hyposcada och familjen praktfjärilar. Inga underarter finns listade i Catalogue of Life.